# Varambon

Varambon este o comună în departamentul Ain din estul Franței.